# اوریاد
اوریاد یک روستا در ایران است که در دهستان کوهین واقع شده‌است. اوریاد طبق سرشماری سال ۱۳۹۵ تعداد ۲۷۲ نفر جمعیت دارد.